# Simon Conway Morris
Simon Conway Morris es un paleontólogo inglés involucrado en el estudio de los fósiles de Burgess Shale. Es profesor en el departamento de Ciencias de la Tierra de la Universidad de Cambridge.
Fue elegido miembro de la Royal Society a los 39 años; recibió la Medalla Walcott de la National Academy of Sciences en 1987, y la Medalla Lyell de la Geological Society of London en 1998.
Su investigación se centra en el estudio de las limitaciones de la evolución, y los procesos históricos que dan lugar a la aparición de la complejidad, especialmente en lo que respecta a la construcción de los principales planes de morfología de los animales en la explosión cámbrica. Su trabajo es fundamental para la paleobiología, pero también es de gran interés para biólogos y bioastrónomos, así como para la comunidad científica en general.
En 2007, el profesor Morris impartió las Gifford Lectures en la Universidad de Edimburgo con el título Darwin’s Compass: How Evolution Discovers the Song of Creation (La brújula de Darwin: cómo la evolución descubre la canción de la Creación). El profesor Morris ha participado en los debates públicos argumentando en contra del diseño inteligente, por un lado, y contra el materialismo por el otro.

## Convergencia evolutiva
Por su interés en la explosión Cámbrica, escribió su libro Life's Solution: Inevitable Humans in a Lonely Universe sobre el amplio tema de la convergencia evolutiva, haciendo hincapié en la evolución paralela de los sistemas sensoriales, por ejemplo la visión, el olfato, la ecolocación, y también la inteligencia, especialmente en los primates y los cetáceos. Este libro ha supuesto un impacto considerable, ya que arroja serias dudas sobre una serie de presupuestos de moda en la evolución.
En The deep structure of biology (La estructura profunda de la biología), doce destacados científicos, filósofos y teólogos examinan el fenómeno de la convergencia en biología, proporcionando ejemplos encontrados en plantas, animales y microbios, y amplían el tema discutiendo sus implicaciones metafísicas, que surgen si se determina que los procesos de la evolución son más predecibles de lo que habitualmente se cree.

## Burgess Shale
En 1972 empezó, junto con Derek Briggs, a estudiar la fauna de Burgess Shale dirigido por Harry Blackmore Whittington. Se le encomendó el estudio de los gusanos fósiles, publicando dos monografías, una sobre priapúlidos y otra sobre poliquetos. Entre 1976 y 1977 publica cinco artículos cortos sobre cinco organismos con particularidades anatómicas que los convierte en filos (phyla) únicos.

## Citas famosas
Simon Conway Morris es famoso por su frase "Oh fuck, not another phylum", expresada al abrir un nuevo cajón repleto de fósiles en el American Museum of Natural History.